# Colin Goldner
Guntram Colin Goldner (* 1953 in München) ist ein deutscher Psychologe, der auch als Sachbuchautor und Wissenschaftsjournalist tätig ist.

## Leben
Nach einer Berufsausbildung zum Erzieher nebst Tätigkeit in der antiautoritären Kinderladenbewegung bis 1976 studierte Goldner bis 1980 Sozialpädagogik und Erwachsenenbildung in München mit Abschluss als Diplom-Sozialpädagoge (FH) sowie bis 1988 Psychologie und Kulturanthropologie in München und Los Angeles mit Abschluss als PhD. Ab 1990 folgte ein Aufbaustudium Journalismus an der Universität Hohenheim. Ab 1988 leitete er eine staatlich anerkannte Fachschule für Pflegeberufe in Garmisch-Partenkirchen. Ab 1992 arbeitete er einige Zeit als Entwicklungshelfer in Nepal.
Seine Arbeitsschwerpunkte sind Sekten, „Psychokulte“, Okkultismus, Alternativmedizin und Heilslehren aus aller Welt. Er wurde insbesondere aufgrund seiner kritischen Bücher über Tendzin Gyatsho (den gegenwärtigen Dalai Lama) sowie Bert Hellinger und dessen Familienaufstellungen bekannt. Sein Buch über die Psychoszene setzte Standards für die Beratungsarbeit.
Als Psychologe befasst Goldner sich mit den Folgen, die der Einsatz von Psychotechniken bei rat- und hilfesuchenden Menschen auslöst. Seit 1995 leitet er das „Forum Kritische Psychologie e. V.“, eine „gemeinnützige Informations- und Beratungsstelle für Therapie- und Psychokultgeschädigte“ bei München.
Seit 1988 schreibt er u. a. für Psychologie heute und für das Quartalsmagazin Materialien und Informationen zur Zeit (MIZ), seit 2006 auch für den Humanistischen Pressedienst sowie unregelmäßig seit Ende der 1980er auch für taz, junge Welt und andere. 1995 bis Ende 1996 war er als Redakteur und bis 2005 als Autor des Wissenschaftsmagazins Skeptiker tätig.
Goldner ist Mitbegründer der Tierrechtsorganisation rage&reason (vormals 4pawsnet), und ehrenamtlicher Mitarbeiter im Hundeasyl der Tierfreunde Niederbayern e. V.; zudem Mitglied des Kuratoriums der Tierschutzstiftung Hof Butenland. Er schreibt regelmäßig für das Quartalsmagazin Tierbefreiung.
Zudem ist er Mitglied des Wissenschaftsbeirates im Internationalen Bund der Konfessionslosen und Atheisten sowie des Wissenschaftsbeirates der Offenen Akademie. Er gehört dem Beirat der Giordano-Bruno-Stiftung und dem Verband Deutscher Schriftsteller an.
2011 wurde Goldner mit dem Relaunch des Great Ape Project beauftragt, das Grundrechte für Menschenaffen fordert und trägt dazu im In- und Ausland vor.
Er gehört der Gesellschaft für Primatologie an, dem Primate Education Network sowie dem Advisory Board des Wales Ape & Monkey Sanctuary.

## Rezeption
Das im Jahre 1999 erstmals veröffentlichte Buch Dalai Lama – Fall eines Gottkönigs löste kontrovers geführte Diskussionen aus.

## Auszeichnungen
Die Studie Lebenslänglich hinter Gittern: Die Wahrheit über Gorilla, Orang Utan & Co in deutschen Zoos wurde für die Wahl zum Wissensbuch des Jahres 2014 nominiert und belegte bei der Endausscheidung in der Kategorie „Zündstoff“ den 2. Platz.

## Veröffentlichungen
Bücher:
- Alternative Diagnose- und Therapieverfahren. Eine kritische Bestandsaufnahme. Alibri Verlag, Aschaffenburg 2008, ISBN 978-3-86569-043-2.
- Vorsicht, Tierheilpraktiker! „Alternativveterinäre“ Diagnose- und Behandlungsverfahren. Alibri Verlag, Aschaffenburg 2006, ISBN 3-86569-004-1.
- Dalai Lama. Fall eines Gottkönigs. 2. Auflage. Alibri Verlag, Aschaffenburg 2005, ISBN 3-86569-021-1 (erw. Neuauflage 2008, ISBN 978-3-86569-021-0).
- Die Psycho-Szene. Alibri, Aschaffenburg 2000, ISBN 3-932710-25-8 (erw. und völlig überarb. Neuaufl.).
- Psycho. Therapien zwischen Seriosität und Scharlatanerie. Pattloch Verlag, Augsburg 1997, ISBN 3-629-00816-X.
- Fernöstliche Kampfkunst. Zur Psychologie der Gewalt im Sport. AHP Verlag, München 1992, ISBN 3-9801599-2-2 (erweiterte und aktualisierte Neuauflage).
- Zen in der Kunst der Gestalt-Therapie. AV-Verlag, Augsburg 1986, ISBN 3-925274-06-5.
- Secundariusa. BoD-Verlag, Norderstedt 2009, ISBN 978-3-8370-9454-1.
- Lebenslänglich hinter Gittern - Die Wahrheit über Gorilla, Orang Utan & Co in deutschen Zoos. Alibri Verlag, Aschaffenburg 2014, ISBN 978-3-86569-112-5.
- Eingesperrte Tiere angaffen? Nein danke! Texte zur Zookritik. BoD-Verlag, Norderstedt 2015, ISBN 978-3-7347-8587-0.
- Der Zoo - Kein Platz für Tiere. Alibri Verlag, Aschaffenburg 2016, ISBN 978-3-86569-720-2.
- Zirkus und Zoo - Tiere in der Unterhaltungsindustrie. (Co-Autorin: Laura Zodrow). Alibri Verlag, Aschaffenburg 2017, ISBN 978-3-86569-276-4.
- Lotte Siebengescheit geht in den Zoo - und findet's gar nicht toll. (Illustration: Krystyna und Manuel Valverde). Alibri Verlag, Aschaffenburg 2018, ISBN 978-3-86569-297-9.
- Schwarzbuch ZOO. Animot-Verlag, Lengerich 2019, ISBN 978-3-948157-01-2.
- Robby - der letzte Zirkusschimpanse. Alibri Verlag, Aschaffenburg 2021, ISBN 978-3-86569-347-1.
- Vegan's Digest. (Vorwort: Mark Benecke). Alibri Verlag, Aschaffenburg 2022, ISBN 978-3-86569-368-6.
- Tiergefängnis Zoo: Ein Schwarzbuch. (Vorwort: Robert Marc Lehmann). Alibri Verlag, Aschaffenburg 2023, ISBN 978-3-86569-382-2.
- Zirkus? Nein danke! Tiere raus aus der Manege. (E-book). Alibri Verlag, Aschaffenburg 2024, ISBN 978-3-86569-725-7.

Buchbeiträge:
- Der Dialog als Agens therapeutischer Wandlung. In: Norbert Maack u. a. (Hrsg.): Ich und Du: Kontakt-Begegnung-Beziehung. GFE Verlag, Eurasburg 1988, ISBN 3-927051-01-2.
- Zum Humanistisch-Psychologischen Selbstverständnis der Gestalt-Therapie. In: Norbert Maack u. a. (Hrsg.): Das Selbst-Verständnis in Gestalt-Theorie und Gestalt-Praxis. GFE Verlag, Eurasburg 1989, ISBN 3-927051-02-0.
- Keine Stille im Ruhestand. In: kulturand (Hrsg.): Alte Menschen schreiben. Palette-Verlag, Bamberg, 1991, ISSN=0179-9711.
- St. Martin ist überall: Die ganz normale Gewalt in Altenpflegeheimen. In: Trude Unruh (Hrsg.): Schluß mit dem Terror gegen Alte. Klartext Verlag, Essen 1991, ISBN 3-88474-467-4.
- „Sowas hat man dann nicht mehr nötig …“: Sexualität im Alter. In: Oliver Schmidthals (Hrsg.): Die Grauen kommen: Chancen eines anderen Alters. Palette-Verlag, Bamberg, 1990, ISBN 3-928062-00-X.
- Zur Praxis der Gewaltdarstellung in den Medien. In: Dirk Manthey, Jörg Altendorf (Hrsg.): Action Fighters. VP-Verlag, Hamburg 1991, ISBN 3-927779-08-3.
- Wenn der Körper zur Waffe wird. In: Fritz R. Glunk (Hrsg.): Monacholia. Frisinga Verlag, Freising 1992, ISBN 3-88841-045-2.
- Sport am Scheidewege...? In: Birgit Ebbert, Peter Wittemann (Hrsg.): Gewalt - Kinder und Jugendliche als Täter und Opfer. ajs Verlag, Stuttgart 1994, ISBN 3-923970-19-6.
- Zur Kritik fernöstlicher 'Kampfkunst'. In: Berliner Institut für Lehrerfort- und weiterbildung und Schulentwicklung (Hrsg.): Gewalt in uns Gewalt um uns Gewalt. Edition Hentrich, Berlin 1994, ISBN 3-89468-137-3.
- Subliminal tapes. In: Gerhard Kern, Lee Traynor (Hrsg.): Die esoterische Verführung: Angriffe auf Vernunft und Freiheit. IBDK-Verlag, Berlin 1995, ISBN 3-922601-24-3.
- Die Grenze zu 'Blut und Boden' ist fließend. In: Holdger Platta (Hrsg.): New-Age-Therapien: Rebirthing, Reinkarnation, Transpersonale Psychologie - pro und contra. Rowohlt Verlag, Reinbek 1997, ISBN 3-499-60233-4.
- Rebirthing (u. a.). In: Irmgard Oepen, Armadeo Sarma u. a. (Hrsg.): Lexikon der Parawissenschaften: Astrologie, Okkultismus, Paramedizin, Parapsychologie kritisch betrachtet. LIT Verlag, Münster 1999, ISBN 3-8258-4277-0.
- Übrig bleibt ein Volk von Karma-, Schicksals- und Vorsehungsgläubigen. In: Mechthild Blum, Thomas Nesseler (Hrsg.): Epochenende - Zeitenwende. Rombach Verlag, Freiburg i.Br. 1999, ISBN 3-7930-9217-8.
- Äther-, Astral- und Ich-Leiber: Die obskure Welt von Anthroposophie und Waldorf-Pädagogik. In: Erich Ribolits, Johannes Zuber (Hrsg.): Karma und Aura statt Tafel und Kreide: Der Vormarsch der Esoterik im Bildungsbereich. Schulhefte-Verlag, Wien 2001, ISBN 3-901655-23-9.
- Esoterischer Firlefanz: Die Szene der Hellingerianer. In: Colin Goldner (Hrsg.): Der Wille zum Schicksal: Die Heilslehre des Bert Hellinger. Ueberreuter Verlag, Wien 2003, ISBN 3-8000-3920-6.
- Wenn die See rauh wird, wirf’ den Käpt’n über Bord. In: Studentischer Sprecherrat der Uni München (Hrsg.): Niemand kann seinem Schicksal entgehen: Kritik an Weltbild und Methode des Bert Hellinger. Alibri Verlag, Aschaffenburg 2004, ISBN 3-932710-82-7.
- Goldfarbene Phalli. In: Michael Ringel (Hrsg.): Sternstunden der Wahrheit. Oktober Verlag, Münster 2009, ISBN 978-3-938568-85-9.
- Esoterik, Spiritualität und Heilslehren statt Beratung? In: Frank Nestmann u. a. (Hrsg.): Das Handbuch der Beratung. Bd. 3: Neue Beratungswelten. dgvt Verlag, Tübingen 2013, ISBN 978-3-87159-247-8.
- Alternative Tierheilkunde In: Dittmar Graf, Christoph Lammers. (Hrsg.): Anders heilen? Wo die Alternativmedizin irrt. Alibri Verlag, Aschaffenburg 2015, ISBN 978-3-86569-169-9.
- Tierrechte und Esoterik – eine Kritik. In: Susann Witt-Stahl (Hrsg.): Das steinerne Herz der Unendlichkeit erweichen: Beiträge zu einer kritischen Theorie für die Befreiung der Tiere. Alibri Verlag, Aschaffenburg 2007, ISBN 978-3-86569-014-2.
- Die Überwindung der Trennlinie zwischen Mensch und Tier. In: Giordano-Bruno-Stiftung (Hrsg.): Grundrechte für Menschenaffen. Alibri Verlag, Aschaffenburg 2012, ISBN 978-3-86569-203-0.
- Das sogenannte „Vier-Säulen-Konzept“: Wie heutige Zoos ihre Existenz rechtfertigen. In: Petra Mayr, Altex (Hrsg.): TIERethik. Verlag MV Wissenschaft, Münster 2014, ISBN 978-3-95645-373-1.
- Unsere haarige Verwandtschaft: Das Great Ape Project. In: Konny G. Neumann (Hrsg.): Freier Blick. Verlag Stiftung Geistesfreiheit, Hamburg 2014, ISBN 978-3-9811929-8-8.
- Nazi-Zoos: Die deutschen Tiergärten zwischen 1933 und 1945. In: Jessica Ulrich (Hrsg.): Tierstudien. Neofelis-Verlag, Berlin 2015, ISBN 978-3-95808-000-3.
- Zoo (u. a.). In: Arianna Ferrari, Klaus Petrus (Hrsg.): Lexikon der Mensch-Tier-Beziehungen. Transcript-Verlag, Bielefeld 2015, ISBN 978-3-8376-2232-4.
- Pietà der Tiere. In: Barbara Koch, Klaus Wittkowski (Hrsg.): Animal Liberation in der aktuellen Kunst. Compassion Media, Dortmund 2018, ISBN 978-3-00-058435-0.
- Lebenslänglich hinter Gittern: Tiere im Zoo. In: Gisela Weinhändler (Hrsg.): Gefangen: Drinnen und Draußen. muc-Verlag, München 2018, ISBN 978-3-9815181-8-4.
- Tierschutzheilige. In: Rolf Heinrich (Hrsg.): Kreuzschmerzen adieu: Kirchenkritische Karikaturen und Texte. Alibri-Verlag, Aschaffenburg 2023, ISBN 978-3-86569-386-0.

Herausgeber:
- Colin Goldner (Hrsg.): Papierene Epitaphe. ZAM Verlag, München 1995.
- Colin Goldner (Hrsg.): Der Wille zum Schicksal. Die Heilslehre des Bert Hellinger. Ueberreuter Verlag, Wien 2003, ISBN 3-8000-3920-6.
- Colin Goldner (Hrsg.): Gurus. Zwischen Sex, Gewalt und Erleuchtung (Autor: Geoffrey Falk). Alibri Verlag, Aschaffenburg 2011, ISBN 978-3-86569-055-5.
- Colin Goldner (Hrsg.): Guntersdorfer Geschichten. Das Hundeasyl der 'Tierfreunde Niederbayern'. (Autorin: Gabi Hesel). BoD-Verlag, Norderstedt 2011, ISBN 978-3-8391-3841-0.
- Colin Goldner (Hrsg.): Kimia. Kleiner Affe in Gefahr. (Autorinnen: Benoit Broyart / Clèo Germain). Animot-Verlag, Lengerich/Westf. 2019, ISBN 978-3-948157-06-7.

Onlinetexte (Auswahl)
- Der neue Irrationalismus. In: Der Spiegel. Nr. 53, 1998, S. 108–109 (online – 28. Dezember 1998).
- Übrig bleibt ein Volk von Karma-, Schicksals- und Vorsehungsgläubigen (Interview). In: Badische Zeitung. vom 25. März 1999, (online)
- Alternative Heilverfahren (Memento vom 26. Oktober 2007 im Internet Archive). In: Sueddeutsche.de (30-teilige Serie März–Okt. 2007); alle Artikel von Colin Goldner auf Sueddeutsche.de.
- Esoterik statt Beratung. In: hpd.de – Humanistischer Pressedienst. 13. September 2013.
- Aufstand der Phallusbrüller. In: taz. 19. Mai 2008.
- Der Schein heiligt die Mittel. In: konkret. 5/2008, (online)
- Bewußtsein ohne Gehirn. In: konkret. 9/2000, (online)
- Mythos Tibet: Wie ein diktatorisches Mönchsregime romantisch verklärt wird. In: diesseits. 49/1999, (online)
- Dalai Lama: Ein Gottkönig hat Geburtstag. In: hpd.de – Humanistischer Pressedienst. 2. Juli 2010.
- Der braune Rand der Tierrechtsbewegung. In: Der Rechte Rand. 108, Sept./Okt. 2007, (online)
- „Die geborenen Spaßmacher“ – Von der falschen Sicht auf Schimpansen hin zu ihrem Missbrauch in Zirkussen, Zoos und sonstiger Unterhaltungsindustrie. In: Tierstudien. #9, 6/2016, (online)
- Rassismus, Antisemitismus und Menschenhass in der veganen Tierrechtsbewegung? In: hpd (Humanistischer Pressedienst) #19. Dezember 2019, (online)